# 马嘶苗族乡
马嘶苗族乡，是中华人民共和国四川省泸州市古蔺县下辖的一个乡镇级行政单位。

## 行政区划
马嘶苗族乡下辖以下地区：
红星村、同心村、鑫和村、柳沟村和茶园村。